# 王陞元
王陞元（？年—？年），字伯鄰，山西省趙城縣人。

## 生平
- 乾隆五十九年（1794年）甲寅恩科舉人
- 嘉慶九年（1804年）任四川鄰水縣知縣[1][2][3][4]
- 嘉慶二十四年（1819），試署直隸綿州德陽縣知縣，嘉慶二十五年七月實授[5]，道光三年（1823年）二月因公奉調赴省。道光四年（1824年）三月回任至道光六年（1826年）[6][7]
- 道光六年二月調補成都縣知縣[8]
- 道光六年十一月升補敘永廳同知[9][10][11]
- 歷任蓬州知州、茂州代辦州事、蒲江縣知縣、奉節縣知縣。